# Даян Чембърлейн
Даян Чембърлейн (на английски: Diane Chamberlain) е американска писателка на произведения в жанра любовен роман, социална драма, романтичен трилър и исторически роман.

## Биография и творчество
Даян Чембърлейн е родена на 18 март 1950 г. в Плейнфийлд, Ню Джърси, САЩ, в семейството на Джон Лопрести, училищен директор, и Нан Чембърлейн, домакиня. В периода 1968 – 1970 г. следва в Държавния колеж Гласбъро. През 1975 г. получава бакалавърска степен, а през 1978 г. магистърска степен по социални науки от Държавния университет в Сан Диего.
След дипломирането си работи като социален работник – в периода 1980 – 1983 г. в Мемориалната болница Шарп в Сан Диего, в периода 1983 – 1985 г. в Детската болница във Вашингтон, а в периода 1985 – 1992 г. като клиничен социален работник в Александрия, Вирджиния, където работи предимно с юноши. През 1983 г. заедно с работата си започва да пише романи.
Първият ѝ роман „Тайните в плажната къща“ е издаден през 1989 г. За романа е удостоена с най-престижната награда „РИТА“ за най-добър съвременен роман от Асоциацията на писателите на любовни романи на Америка.
През 1992 г. напуска работата си и се посвещава на писателската си кариера. Авторка е на много самостоятелни романи и поредици, с истории за сложни взаимоотношения, изкупление и прошка, с нотка на загадка и съспенс. Някои от тях са включени в списъците на бестселърите на „Ю Ес Ей Тъдей“ и „Съндей Таймс“. Получава награди за цялостно творчество от списание „Романтик Таймс“ през 1997 и 2001 г. Произведенията ѝ са публикувани в над 20 страни по света.
Тя е член е на Асоциацията на писателите на любовни романи на Америка и на организацията Novelists Inc., в която е била и председател.
На 14 април 1973 г. се омъжва за Ричард Хмелевски, с когото се развежда през 1993 г. На 8 юни 1996 г. се омъжва за Дейвид Хеги. Разделят се по-късно. Тя е диагностицирана с ревматоиден артрит и лупус, което води до обездвижването ѝ, но. благодарение на ново лекарство успява да се възстанови и да продължи да пише.
Даян Чембърлейн живее с фотографа Джон Палюка в Северна Каролина.

## Произведения

### Самостоятелни романи
- Secrets at the Beach House (1989) – награда РИТА[1][2][3][4]
- Lovers and Strangers (1990)
- Secret Lives (1991)
- Fire and Rain (1993)
- Brass Ring (1994)
- Reflection (1996)
- The Escape Artist (1997)
- Breaking the Silence (1999)
- Summer's Child (2000)
- The Courage Tree (2001)
- The Shadow Wife (2002)
- The Bay at Midnight (2005)
- The Secret Life of Ceecee Wilkes (2006)[3]
- The Lies We Told (2010)
- The Midwife's Confession (2011)[3]
- The Good Father (2012)
- The Stolen Marriage (2017)
- The Dream Daughter (2018)
- Big Lies in a Small Town (2020)
Големи лъжи в малкото градче, изд. „Кръг“ (2023), прев. Мариана Христова
- The Last House on the Street (2022)

### Поредица „Пленница“ (Keeper)
1. Keeper of the Light (1992)[1][2][3]
Пленница на светлината, изд. „Слово“ Велико Търново (1994), прев. Мая Мицова
2. Kiss River (2003)
3. Her Mother's Shadow (2004)

### Поредица „Преди бурята“ (Before the Storm)
1. Before the Storm (2008)[1][2][3]
2. Secrets She Left Behind (2009)

### Поредица „Необходими лъжи“ (Necessary Lies)
1. The First Lie (2013)[1][3]
2. Necessary Lies (2013)

### Поредица „Райли Макферсън“ (Riley MacPherson)
1. The Broken String (2014)[1][3]
2. The Silent Sister (2014)
Денят, в който изчезна, изд. „Кръг“ (2021), прев. Анелия Данилова

### Поредица „Танцът“ (The Dance)
1. The Dance Begins (2015)[1][2][3]
2. Pretending to Dance (2015)